# 石松 (藝人)
秦清志（1944年1月30日—2012年5月31日），藝名石松，生於台北市艋舺，台灣本土閩南語諧星，著名代表作為台視《天天開心》。

## 生平
石松出身臺北市艋舺，父母經營旅館，家境富裕。因興趣，17歲開始參與戲劇演出，先後拍攝《養豬人家》和《糊塗兄弟》，出道節目為台視閩南語長篇戲劇《阿公店》和《秀玲》及《俠骨柔情》。因為拍多部電視廣告及演出主持長達15年的台視午間綜藝節目《天天開心》而出名，曾經在1980年電影《東追西趕跑跳碰》客串飾演石先生、1981年電影《上行列車》客串飾演乘客、1986年台視連續劇《大小福星》飾演王福哥、1992年在台視連續劇《鴛鴦奇情夢》飾演水坤。
石松曾與田文仲、沈雁主持台視台灣光復節特別節目《螢海摘星》，這段期間還主持了台視午間綜藝節目《我愛周末》、台視綜藝節目《綜藝兵團》、台視午間綜藝節目《天天開心》、台視午間綜藝節目《金舞台》。也曾與黃西田合作代言南寶樹脂、與葛小寶合作代言活寶食品，也曾代言「品品冰棒」等電視廣告。
晚年為糖尿病所苦，2005年因糖尿病截去右腳，此後長期臥病。2012年2月時因併發腎衰竭住院，往後數度進出醫院；同年5月31日下午在家被發現他已經沒有呼吸，緊急送到臺北市立聯合醫院和平院區搶救無效，於下午3时35分過世。

## 作品列表

### 電影
- 1966年，《養豬人家》
- 1966年，《糊塗兄弟》
- 1967年，《大某小姨》
- 1969年，《豆腐店》
- 1969年，《張帝找阿珠》
- 1969年，《有辦法》
- 1972年，《無價之寶》
- 1973年，《13個半房客》
- 1974年，《神秘女郎白如霜》
- 1974年，《鬼馬小淘氣》
- 1974年，《從地獄夾的女人》
- 1978年，《英雄有淚》（飾演 郝萬建）
- 1979年，《成功嶺上》
- 1980年，《東追西趕跑跳碰》（客串，石先生）
- 1980年，《天下一大笑》
- 1981年，《火拼浪子》
- 1981年，《上行列車》（客串，乘客）
- 1982年，《人偷人》
- 1982年，《一線兩星大進擊》
- 1983年，《活寶行大運》

### 電視劇
- 1971年，台視連續劇《阿公店》
- 1971年，台視連續劇《秀玲》
- 1971年，台視連續劇《俠骨柔情》
- 1972年，台視連續劇《東西南北》
- 1984年，台視連續劇《龍光師父妙徒弟》
- 1986年，台視連續劇《大小福星》（飾演 王福哥）
- 1992年，台視連續劇《鴛鴦奇情夢》（飾演 水坤）
- 2005年，公視人生劇展《仙人掌男人》（飾演 房東）

### 主持
- 台視午間綜藝節目《我愛周末》
- 台視綜藝節目《綜藝兵團》
- 台視午間綜藝節目《天天開心》
- 台視午間綜藝節目《金舞台》
- 台視台灣光復節特別節目《螢海摘星》（與田文仲、沈雁主持）

### 廣告
- 南寶樹脂「815水泥漆」電視廣告（與黃西田合作代言）
- 活寶食品「紅鷹牌海底雞」電視廣告（與葛小寶合作代言）
- 「品品冰棒」電視廣告

## 外部連結
- 石松在香港影庫上的簡介